# Mastacembelus erythrotaenia
Mastacembelus erythrotaenia is een straalvinnige vissensoort uit de familie van de stekelalen (Mastacembelidae). De wetenschappelijke naam van de soort is voor het eerst geldig gepubliceerd in 1850 door Bleeker.